# Кілія-Беней
Кілія-Беней (рум. Chilia Benei) — село у повіті Бакеу в Румунії. Входить до складу комуни Пинчешть.
Село розташоване на відстані 226 км на північ від Бухареста, 29 км на південний схід від Бакеу, 97 км на південь від Ясс, 123 км на північний захід від Галаца, 139 км на північний схід від Брашова.

## Населення
За даними перепису населення 2002 року у селі проживали 139 осіб, усі — румуни. Усі жителі села рідною мовою назвали румунську.